# Березин, Борис Иванович
Борис Иванович Березин (1949—2014) — математик, кандидат физико-математических наук, доцент, профессор кафедры математической физики и заместитель декана факультета ВМК МГУ (1984—2014). Сын И. С. Березина.

## Биография

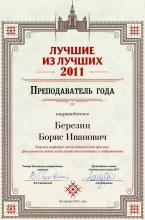
Борис Березин — преподаватель года (2011)

Окончил физико-математическую школу № 52 города Москвы (1967). В школьные годы начал заниматься программированием в ВЦ МГУ на ЭВМ «Стрела-4». Поступил на механико-математический факультет МГУ (1967). В связи с образованием факультета вычислительной математики и кибернетики был переведён на факультет ВМК МГУ (1970). Окончил факультет вычислительной математики и кибернетики МГУ (1972) и его аспирантуру (1975).
Защитил диссертацию «Численные методы решения эллиптических уравнений с разрывной правой частью» (научный руководитель Н. С. Бахвалов) на степень кандидата физико-математических наук (1982). Присвоено учёное звание доцента (1991).
Награждён медалью «В память 850-летия Москвы» (1997), медалью ордена «За заслуги перед Отечеством» II степени (2005), памятной медалью «90 лет ВЛКСМ» (2009). Удостоен премии имени М. В. Ломоносова за педагогическую деятельность (посмертно) (2014).
Заслуженный преподаватель МГУ (1999). Член IEEE Computer Society.
Работал в МГУ с 1975 года: ассистент (1975—1980), старший преподаватель-начальник курса (1980—1985), старший преподаватель (1985—1991), доцент (с 1991). Заместитель декана по работе со школьниками (1984—1989); заместитель проректора МГУ на общественных началах (1986—1989); заместитель декана факультета по учебной работе (с 1989).
Более 10 лет был членом Совета парусной секции МГУ. Мастер спорта СССР по парусному спорту.
Область научных интересов: математическая физика, численные методы решения задач с негладкими данными и особенностями, информационные технологии, технологии Microsoft. Вёл семинарские занятия по математическому анализу и дифференциальным уравнениям, читал курсы «Асимптотические методы», «Объектно-ориентированное программирование: web-технологии».
Автор более 20 научных работ и учебных пособий, в том числе:
- Оценка скорости сходимости разностной схемы для уравнения Пуассона с разрывной правой частью // Вестн. Моск. ун-та, сер.15: Вычисл. матем. и киберн., 1979, № 2;
- Оценки скорости сходимости разностной схемы для некоторых задач плоской теории упругости // В сб.: Прикладная математика и мате-матическое обеспечение ЭВМ — М., изд-во МГУ, 1981;
- Использование асимптотических разложений для построения численных алгоритмов реше-ния сингулярно возмущенных краевых задач // Фундаментальная и при-кладная математика, т. 3, 1996, № 3 (соавт. Петухова Н. Ю.);
- Начальный курс С и C++ — М., Диалог-МИФИ, 1997, 273 с. (соавт. Березин С. Б.; несколько переизд. в 1998—2009 гг.).